# Wendy Schaal
Wendy Schaal (Chicago, 2 luglio 1954) è un'attrice e doppiatrice statunitense, meglio conosciuta per aver prestato la voce a Francine Smith nella serie animata American Dad!.

## Filmografia

### Cinema
- Questa terra è la mia terra (Bound for Glory), regia di Hal Ashby (1976)
- Dove stanno i ragazzi (Where the Boys Are '84), regia di Hy Averback (1984)
- Munchies, regia di Tina Hirsch (1987)
- Salto nel buio (Innerspace), regia di Joe Dante (1987)
- Miracolo sull'8ª strada (Batteries Not Included), regia di Matthew Robbins (1987)
- L'erba del vicino (The 'Burbs), regia di Joe Dante (1989)
- Il mio primo bacio (My Girl 2), regia di Howard Zieff (1994)
- Small Soldiers, regia di Joe Dante (1998)
- Holiday in the Sun, regia di Steve Purcell (2001)
- Loving Annabelle, regia di Katherine Brooks (2006)

### Televisione
- Rhoda - serie TV, 2 episodi (1976)
- Fish - serie TV, 1 episodio (1977)
- In casa Lawrence (Family) - serie TV, 1 episodio (1979)
- La casa nella prateria (Little House on the Prairie) - serie TV, episodio 6x05 (1979)
- Nancy, Sonny & Co. - serie TV, 13 episodi (1980-1981)
- Fantasilandia (Fantasy Island) - serie TV, 19 episodi (1981-1982)
- Strike Force - serie TV, 1 episodio (1982)
- Happy Days - serie TV, 1 episodio (1982)
- Love Boat (The Love Boat) - serie TV, 2 episodi (1982-1983)
- AfterMASH - serie TV, 5 episodi (1983)
- Cover Up - serie TV, 1 episodio (1984)
- Supercar (Knight Rider) - serie TV, 1 episodio (1985)
- Detective per amore (Finder of Lost Loves) - serie TV, 1 episodio (1985)
- A-Team (The A-Team) - serie TV, 1 episodio (1985)
- MacGyver - serie TV, 1 episodio (1986)
- Airwolf - serie TV, 1 episodio (1986)
- Storie incredibili (Amazing Stories) - serie TV, episodio 1x17 (1986)
- Duetto (Duet) - serie TV, 1 episodio (1987)
- I miei due papà (My Two Dads) - serie TV, 1 episodio (1987)
- Gli amici di papà (Full House) - serie TV, 1 episodio (1988)
- Giudice di notte (Night Court) - serie TV, 1 episodio (1988)
- Caro John (Dear John) - serie TV, 1 episodio (1989)
- Good Grief - serie TV, 13 episodi (1990-1991)
- Un medico tra  gli orsi (Northern Exposure) - serie TV, 1 episodio (1992)
- Red Shoe Diaries - serie TV, 1 episodio (1993)
- Runaway Daughters - film TV (1994)
- La signora in giallo (Murder, She Wrote) - serie TV, 2 episodi (1995)
- Hope & Gloria - serie TV, 1 episodio (1995)
- Friends - serie TV, 1 episodio (1997)
- Star Trek: Voyager - serie TV, episodio 3x22 (1997)
- Fired Up - serie TV, 1 episodio (1997)
- X-Files (The X-Files) - serie TV, episodio 7x16 (2000)
- Boston Public - serie TV, 1 episodio (2001)
- Six Feet Under - serie TV, 3 episodi (2001)
- Providence - serie TV, 1 episodio (2002)
- Boomtown - serie TV, 1 episodio (2002)

### Doppiatrice
- American Dad! - serie TV (2005-in corso)
- I Griffin (Family Guy) - serie TV, 1 episodio (2013)